# Großer Stangerstein

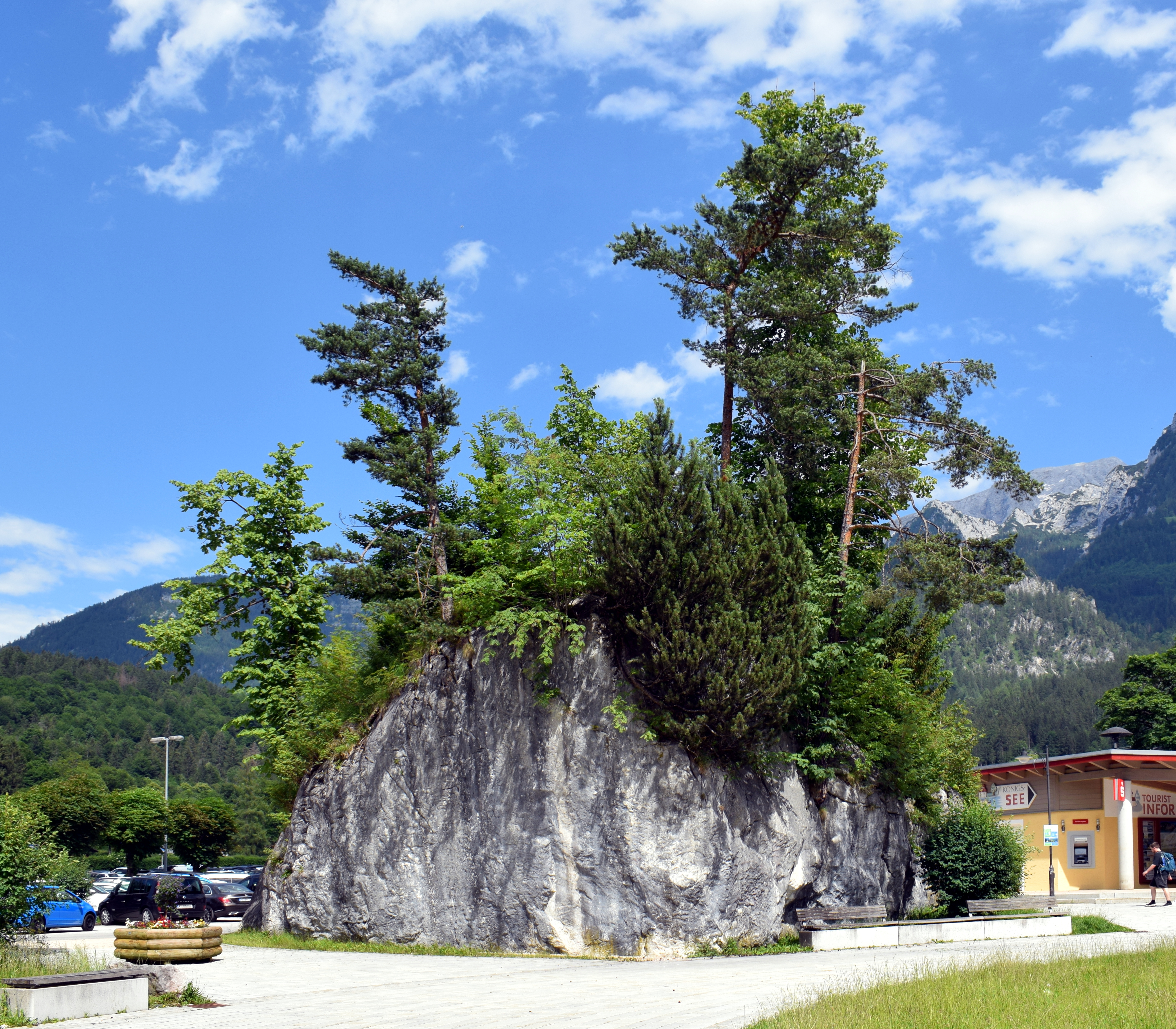
Der Große Stangerstein

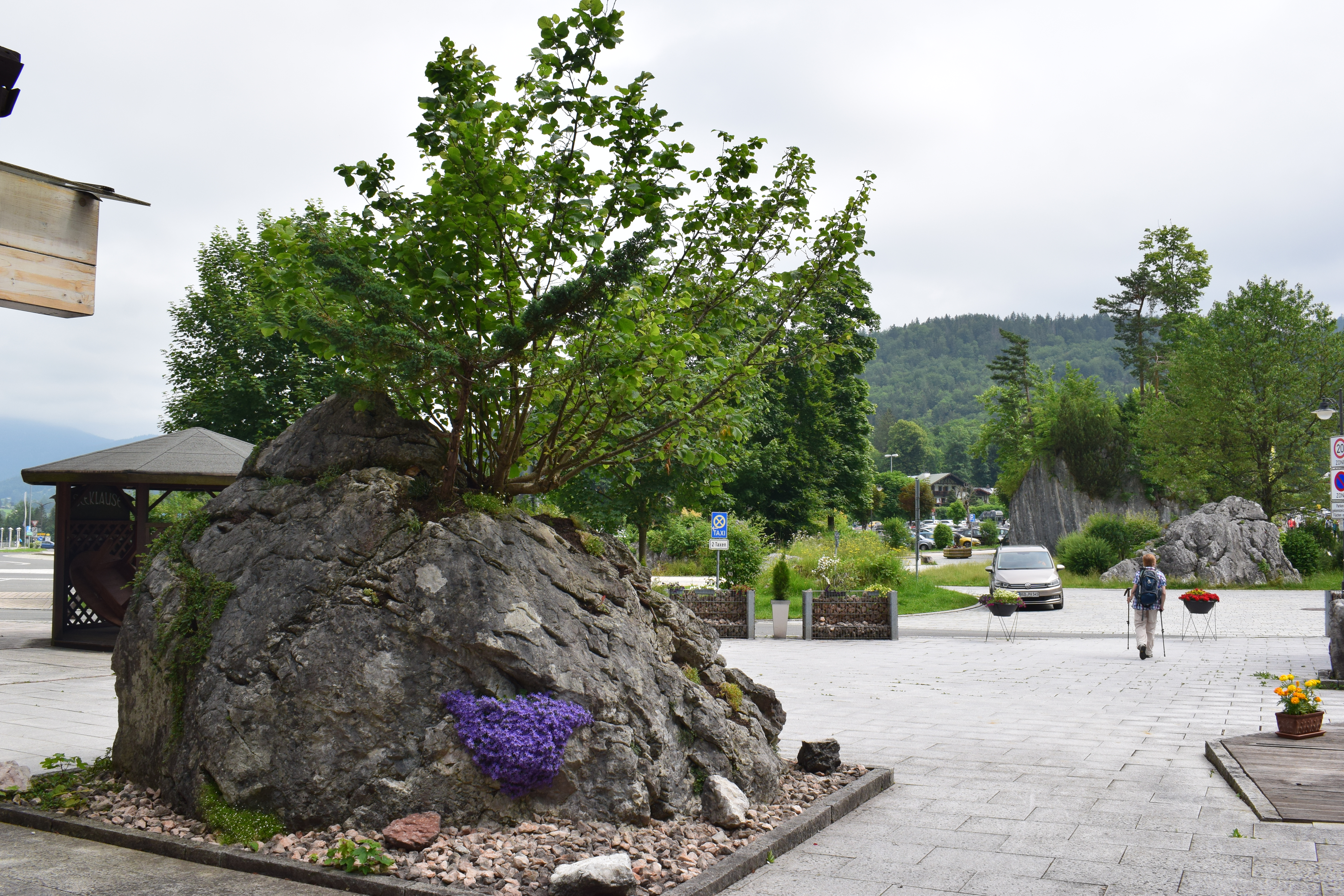
Findlinge in Schönau am Königssee; im Hintergrund der Große Stangerstein.

Der Große Stangerstein ist ein Findling in Schönau am Königssee. Er steht als Naturdenkmal unter Schutz.

## Lage und Beschreibung
Der Große Stangerstein befindet sich an der Einfahrt zum Großparkplatz Königssee neben der Touristinformation von Schönau. In seiner unmittelbaren Umgebung fand Albrecht Penck in den 1880er Jahren fünf weitere, aber kleinere Findlinge vor. Alle Steinblöcke dieser Gruppe bestehen aus Dachsteinkalk. Nur 300 Meter südöstlich befindet sich mit dem Löwenstein ein noch größerer erratischer Block.
An seine heutige Position kam der Große Stangerstein während der letzten Kaltzeit. Er war bei einem Bergsturz auf den vorrückenden Königsseegletscher gefallen. Von diesem wurde er über eine relativ kurze Strecke transportiert und blieb nach dem Rückzug des Gletschers auf dessen Endmoräne liegen. Der Block ist 7,5 m hoch, 17 m breit und 12 m tief. Sein Volumen beträgt etwa 1010 m³. Als Penck seine Maße nahm, geriet er mit einem ortsansässigen Bauern in Streit und wollte den Findling deshalb Grobiansblock nennen, ein Name, der sich nicht erhalten hat.
Vom Bayerischen Landesamt für Umwelt wird der Große Stangerstein als Geotop mit der Nummer 172R020 ausgewiesen. Er steht als Naturdenkmal unter Schutz.